# Najstarszy cmentarz żydowski w Strzyżowie
Najstarszy cmentarz żydowski w Strzyżowie – został założony na przełomie XVI i XVII wieku i początkowo zajmował powierzchnię 500 m². Dokładna data likwidacji nekropolii pozostaje nieznana, obecnie na jej miejscu znajduje się skwer miejski. Cmentarz znajduje się przy ul. Przecławczyka.